# NGC 3761
NGC 3761 is een elliptisch sterrenstelsel in het sterrenbeeld Leeuw. Het hemelobject werd op 11 april 1882 ontdekt door de Franse astronoom Édouard Jean-Marie Stephan.

## Synoniemen
- ZWG 127.1
- NPM1G +23.0266
- PGC 35933